# Metopius dirus
Metopius dirus är en stekelart som beskrevs av Alexander Mocsáry 1883.
Metopius dirus ingår i släktet Metopius och familjen brokparasitsteklar. Inga underarter finns listade i Catalogue of Life.